# Нуреддин-паша
Нуреддин-паша (тур. Nurettin Paşa; Нуреддин Ибрагим Коньяр или Сакаллы Нуреддин-паша; 17 июля 1873, Бурса, Хюдавендигар — 18 февраля 1932, Стамбул) — турецкий военный и политический деятель. Генерал, член парламента. После 1934 года известен как Нуреддин Ибрагим Коньяр. Имел отличительное прозвище Сакаллы (с турецкого «Бородатый»), так как был единственным из высокопоставленных националистических деятелей в Войне за независимость, носившим бороду. Замешан в политическом убийстве Али Кемаля, организованном по его личной воле, а также в расправе над митрополитом Хризостомом во время резни в Смирне в 1922 году. Придерживался ксенофобских и ультранационалистических взглядов.

## Биография
Нуреддин родился в Бурсе в 1873 году. Его отец, Ибрагим-паша, был генералом турецкой армии. Он поступил в Османскую Военную академию в Пангалте в 1890 году. В 1893 году окончил Военную академию 31-го класса и поступил в Османскую армию младшим лейтенантом. С марта по апрель 1893 года служил в 40-м пехотном батальоне 5-й армии. С апреля 1893 по октябрь 1898 года служил в штабе 1-й армии. Нуреддин-Паша был одним из немногих, кто достиг высокого ранга, не посещая штабного колледжа. Помимо турецкого, владел арабским, французским, немецким и русским языками.
31 января 1895 года повышен в звании до первого лейтенанта, а 22 июля 1895 года до капитана. Участвовал в войне с Грецией 1897 года в качестве адъютанта главнокомандующего, ранен в боях при Ларисе. После возвращения в Стамбул назначен в 1-й отдел (начальником оперативного отдела) штаба 1-й армии. В октябре 1898 года становится адъютантом султана Абдула Хамида II. В 1901 году получил звание майора. Получил назначение в штаб группы командования болгарской границы между 1901 и 1902 годами. Сражался с партизанами в Македонии между 1902 и 1903 годами.
В декабре 1907 года Нуреддин служит в штаб-квартире в Салониках. Произведен в чин полковника в 1908 году. Перед Младотурецкой революцией 1908 года, когда отец Нуреддин-бея Ибрагим-паша попытался установить дисциплину в армии, майор Джемаль-бей и другие члены Единения и прогресса обратились к Нуреддин-бею с предупреждением, чтобы Ибрагим-паша держался от них подальше. Позже Нуреддин-бей вступил в Комитет Единения и прогресса (членский номер 6436).
19 августа 1909 года понижен в звании до майора из-за закона «о чистке воинских званий» и отправлен в резерв под командованием 1-й армии. В сентябре 1909 года назначен губернатором Кючюкчекмедже. В апреле 1910 года становится заместителем командира 77-го пехотного полка, а затем командиром 1-го батальона 83-го пехотного полка.
В 1911 году Нуреддин-бей служил в штабе 14-го корпуса и участвовал в подавлении антитурецких выступлений в Йемене. В 1913 году переведён в 13-й пехотный полк, в этом же году направлен в Германию в составе турецкой военной миссии.

## Первая мировая война
С началом Первой мировой войны воевал на Месопотамский фронте. Будучи командиром 4-й дивизией, принимал участие в формировании турецких войск. Затем заменил погибшего командующего Сулейман Аскери Бея, став командующим иракской армии 20 апреля 1915 года. Прибыв в июне, чтобы принять командование потрепанной армией в Ираке, назначается губернатором провинции Басра.
Войска Нуреддина сумели одержать победу у Ктесифона, остановив 6-ю Пунскую пехотную дивизию, преследуя своих противников до города Эль-Кут. Во время Осады Эль-Кута у Нуреддина-бея возникли серьёзные разногласия с командующим 6-й турецкой армии Кольмаром фон дер Гольцем. По плану Нуреддин-бея, османская армия была должна решительно осадить город и взять его штурмом, разбив британцев в открытом бою. Гольц же был сторонником блокады, которая позволила бы не только истощить британцев и довести их до капитуляции, но и сохранить жизни турецких солдат. Поскольку они так и не смогли прийти к соглашению, Нуреддин просто дождался, когда Гольц уедет инспектировать другие участки фронта, и бросил свои войска в бой. Начатый накануне Рождества штурм оказался неудачным, османская сторона понесла большие потери. После атаки 24 декабря Нуреддин-бей больше не предпринимал попыток штурма и, признав свою неправоту, начал укреплять осаду. Вернувшийся с инспекции Гольц был поражен огромными потерями и стал ходатайствовать, чтобы бея перевели на Кавказский фронт. В 1916 году Нуреддин-бей по указанию Энвера-паши заменен Халил Кутом. Сам он назначается командующим IX корпусом и временным командующим 3-й армией.
В октябре 1916 года командующий района Мугла и Анталья, там же приказал создать XXI корпус (стал его командиром), базирующийся в Айдыне. Получил должность заместителя губернатора вилайета Айдын 25 октября 1918 года. В том же году Нуреддин-бей произведен в чин генерал-майора (Mirliva).

## После прекращения огня
После перемирия в Мудросе в ноябре 1918 года командовал XVII корпусом, базировавшимся в Измире, и одновременно являлся губернатором вилайета Айдын. Нуреддин-паша учредил консультативный комитет в составе делегатов партий, обществ и торговых клубов в Смирне (Измир) и поддерживал деятельность Общества защиты прав османов в Измире. Однако деятельность общества замедлилась с его отъездом из Измира. Чтобы ослабить оборону Османской Империи против высадки греков в Измире, союзные державы, особенно британский премьер-министр Дэвид Ллойд Джордж, хотели удалить Нуреддин-пашу из города. Перед оккупацией Измира он был отозван, предлогом стала ссора с Хризостомом Смирнским. 11 марта новым губернатором назначен Ахмед Иззет-Бей, а 22 марта новым военным командующим стал отставной генерал Али Надир-Паша.
30 декабря 1918 года становится командиром XXV корпуса, базировавшегося в Константинополе. 2 февраля 1919 года, из-за вспыхнувшего восстания в Урле, командует Айдынским районом.

## Война за независимость
Нуреддин-паша присоединился к националистам в Анатолии в июне 1920 года, 9 декабря возведен в командующие Центральной армии, которая базировалась в Амасье и насчитывала около 10 000 тысяч человек. Вскоре после назначения, паша обратил внимание на колледж, созданный американскими миссионерами для греческих и армянских студентов в Мерзифоне. В колледже, который подозревали в «христианской подрывной деятельности», был убит турецкий учитель. При обыске в колледже не было найдено оружия, но американские миссионеры были изгнаны, а некоторые местные христиане предстали перед судом за измену.
Первая военная операция Нуреддина в качестве командующего была направлена против курдского племени кочгири, восставшего в марте 1921 года в районе гор Дерсим. Повстанцы направили в Ассамблею в Анкаре телеграмму с требованием, чтобы их земля стала автономной провинцией под управлением курдского губернатора. Мустафа Кемаль согласился на данные требования, тем самым изолировав курдских алавитских вождей от курдов-суннитов, желавших независимости и поддержки со стороны союзных войск. Но когда кочгири отказались сложить оружие по приказу правительства, Нуреддин повел против них трехтысячный отряд из кавалеристов и иррегулярных войск, включая лаз Хромого Османа, который славился жестокостью даже по отношению к турецкому населению.
По своему собственному предложению руководил депортацией греков мужского пола вглубь страны в связи с высадкой греческой армии в Самсуне.
В 1922 году позволил в Измире туркам мстить христианам, что привело к массовой резне и сожжению христианской части города.